# Disastro aereo di Los Angeles
Volo USAir 1493 era l'identificativo di un volo di linea della US Airways tra le città di Syracuse, New York, e di San Francisco, California, che il 1º febbraio 1991 è entrato in collisione con il volo SkyWest 5569 subito dopo l'atterraggio all'Aeroporto Internazionale di Los Angeles, dove avrebbe dovuto effettuare uno scalo. 
All'atterraggio, il 737 entrò in collisione con il più piccolo Metroliner turboelica, che fu schiacciato sotto il più grande jet USAir mentre continuava lungo la pista, prese fuoco e virò contro una stazione dei vigili del fuoco dell'aeroporto. I soccorritori arrivarono in pochi minuti e iniziarono ad evacuare il 737, ma a causa dell'intenso incendio, tre delle sei uscite del 737 erano inutilizzabili, comprese entrambe le uscite anteriori; i passeggeri anteriori potevano utilizzare solo una delle due uscite overwing, provocando un collo di bottiglia. Tutte le 12 persone a bordo dell'aereo più piccolo furono uccise, insieme a un totale di 23 degli 89 occupanti del 737, con la maggior parte dei decessi sul 737 causati dall'asfissia nell'incendio.
Il National Transportation Safety Board (NTSB) ha ritenuto che la probabile causa dell'incidente fossero le procedure in uso presso la torre di controllo dell'Aeroporto LAX, che prevedevano una ridondanza inadeguata, portando ad una perdita di consapevolezza situazionale da parte del controllore locale, e una supervisione inadeguata da parte della Federal Aviation Administration (FAA) per non aver supervisionato i gestori della torre di controllo. L'incidente portò direttamente alla raccomandazione dell'NTSB di utilizzare piste diverse per i decolli e gli atterraggi al LAX.

## Dettagli dell'incidente
Il volo USAir 1493 era un regolare volo di linea tra Syracuse e San Francisco con scali a Washington, Columbus e Los Angeles. Durante lo scalo a Washington salì a bordo un nuovo equipaggio di condotta, costituito dal comandante Colin Shaw, 48 anni e dal primo ufficiale David Kelly, 32 anni; dopo il decollo da Columbus a bordo c'erano 83 passeggeri e 6 membri dell'equipaggio. Per tutta la tratta e fino all'atterraggio a Los Angeles non si erano verificati problemi di nessun tipo.
L'aeroporto di Los Angeles dispone di quattro piste parallele: due sono situate a nord del terminal e due a sud. Le piste 24R e 24L (quest'ultima è la più vicina al terminal sul lato nord), con l'insieme delle loro vie di rullaggio, vengono chiamate Complesso Nord; le piste 25L, 25R (quest'ultima è la più vicina al terminal sul lato sud) e le loro vie di rullaggio sono chiamate Complesso Sud. Non esiste una via di rullaggio diretta verso la pista 24R, ma diverse vie di rullaggio intersecano la 24L consentendo agli aerei che atterrano sulla 24R di incrociarla per dirigersi al terminal.
Per ridurre il tempo di taxi, gli aerei decollano solitamente dal complesso loro più vicino, ma siccome il volo Skywest 5569 avrebbe dovuto volare verso nord, fu autorizzato a decollare dalla pista 24L invece che dalla 25R. Il pushback e il rullaggio si svolsero regolarmente: dopo aver lasciato il gate 32, lo Skywest arrivò sulla pista tramite le vie di rullaggio Kilo, 48, Tango e 45 seguendo un percorso prestabilito chiamato Percorso Nord (in seguito le vie di rullaggio vennero rinominate rispettivamente Charlie, Quebec, Delta e Delta10). L'aereo non fu visibile alla torre di controllo solamente lungo la via di rullaggio 48.
Immediatamente prima che il Metroliner raggiungesse la pista 24L, un aereo della Wings West atterrò sulla 24R e rimase in attesa dell'autorizzazione per attraversare la 24L ma, poiché l'equipaggio aveva cambiato per errore la frequenza radio, il controllore locale non riuscì a contattarlo. Poco dopo le 18:00, mentre il volo USAir 1493 stava compiendo l'avvicinamento finale a Los Angeles alla pista 24L, il Metroliner venne autorizzato dall'ATC a immettersi sulla pista (24L) e a raggiungere la sua posizione di decollo posta a circa 670 metri dalla soglia pista, in corrispondenza dell'intersezione 45; nel frattempo, dopo quattro tentativi da parte del controllore locale, finalmente i piloti del volo Wings West risposero alle chiamate e vennero autorizzati ad attraversare la pista 24L; in seguito lo stesso controllore autorizzò il volo USAir ad atterrare sulla stessa pista ancora occupata dal Metroliner.
Successivamente un altro velivolo della Wing West, anch'esso un Metroliner, comunicò alla torre di controllo di essere pronto per il decollo: interrogati in merito alla loro posizione, i piloti risposero di essere dietro a un B737 della Southwest Airlines in attesa di entrare sulla 24L. Siccome la striscia progresso volo per questo aereo era ancora in possesso del controllore di movimento al suolo, il controllore locale pensò erroneamente che il Metroliner della Wing West fosse il Metroliner della SkyWest e che quindi la pista 24L fosse libera.
Il volo USAir 1493 toccò terra nei pressi della soglia pista ma, appena il muso dell'aereo si abbassò, il primo ufficiale vide il Metroliner della SkyWest occupare la pista e applicò la massima frenata. Data la distanza ridotta fu però impossibile evitare l'impatto. Il Metroliner fu schiacciato sotto il B737 ed entrambi i velivoli scivolarono lungo la pista deviando verso sinistra, terminando la corsa contro una vecchia stazione dei pompieri, dove il piccolo turboelica prese fuoco..
All'incidente assistette dal proprio aereo appena atterrato l'intera squadra dei Vancouver Canucks.

## Vittime e feriti

Mappa dei posti a sedere del volo USAir 1493 fornita dal NTSB, con indicato i posti occupati, il tipo di ferite riportate e i decessi.

Tutte le 12 persone (10 passeggeri e i due piloti) a bordo del Metroliner persero la vita, così come 20 degli 89 passeggeri, il capitano e un assistente di volo che erano a bordo del B737; complessivamente i feriti furono trenta, tredici dei quali riportarono gravi lesioni. Il politico e imprenditore David Koch fu uno dei sopravvissuti.
La maggior parte dei decessi a bordo del B737 si verificò tra i passeggeri seduti nella parte anteriore dell'aereo, dalla fila 1 alla fila 6, mentre tutti gli occupanti delle file oltre la 17 rimasero illesi o riportarono solo lievi ferite; ciò dipese dal fatto che l'incendio inizialmente divampò dal Metroliner che era posizionato sotto la prua del B737.
Solamente due passeggeri e un membro dell'equipaggio riuscirono a fuggire dall'uscita di emergenza anteriore (R1), mentre il portellone (L2) era danneggiato e non venne aperto; due passeggeri riuscirono a usare l'uscita di emergenza posta sopra l'ala sinistra, poi l'incendio si estese e impedì il suo utilizzo. La maggior parte dei superstiti abbandonò l'aereo attraverso la porta posta sopra l'ala destra e il portellone posteriore destro (R2), mentre il portellone posteriore sinistro (L2) fu subito richiuso a causa del propagamento dell'incendio da quel lato dell'aereo.
Analizzando la disposizione dei corpi delle vittime, le autorità ritennero che 17 di loro morirono a causa dell'inalazione di fumo tossico mentre tentavano di raggiungere una delle uscite, mentre solo due vennero rinvenuti ancora seduti al loro posto. James Burnett, capo investigatore del National Transportation Safety Board (NTSB), dichiarò "non riesco a ricordare un incidente nel quale così tante persone sono morte nel tentativo di abbandonare l'aereo". Il capitano fu una delle poche persone decedute a causa dell'urto contro la caserma dei pompieri, mentre il primo ufficiale, rimasto illeso nell'impatto, riuscì a fuggire attraverso il finestrino della cabina di pilotaggio. Una delle persone inizialmente sopravvissute all'incidente morì pochi giorni dopo a causa delle ustioni riportate così come un'altra che morì un mese dopo a causa delle gravi ferite subite.

## Le indagini
Il primo ufficiale David Kelly, che stava pilotando l'USAir 1493 durante la tratta dell'incidente, ha riferito di non aver visto lo SkyWest 5569 finché non ha abbassato il muso del suo aereo sulla pista dopo l'atterraggio. Kelly ha anche detto di aver azionato i freni, ma di non aver avuto abbastanza tempo per un'azione evasiva. Le dichiarazioni dei passeggeri sopravvissuti allo schianto erano coerenti con questa testimonianza
Il controllore locale Wascher, che ha autorizzato entrambi gli aerei a utilizzare la stessa pista, ha testimoniato davanti all'NTSB e ha accettato la colpa per aver causato l'incidente. Ha detto che inizialmente pensava che l'aereo USAir in fase di atterraggio fosse stato colpito da una bomba, poi "ho capito che qualcosa era andato storto... sono andata dal supervisore e ho detto: 'Penso che questo (l'aereo SkyWest) sia quello che ha colpito USAir.'" Ha testimoniato che le luci sul tetto nella sua linea visiva causavano abbagliamento nella torre, rendendo difficile vedere i piccoli aerei all'incrocio dove era posizionato l'aereo SkyWest. Poco prima dell'incidente, ha confuso l'aereo SkyWest con un altro aereo di linea per pendolari che si trovava su una taxiway vicino alla fine della pista. A rendere le cose ancora più difficili, il giorno dell’incidente il radar di terra dell’aeroporto di Los Angeles non funzionava.
L'indagine dell'NTSB sull'incidente ha rivelato che l'equipaggio della cabina di pilotaggio del jet USAir in atterraggio non poteva vedere l'aereo dei pendolari, che si confondeva con le altre luci dell'aeroporto. L'NTSB ha citato le procedure del LAX che attribuivano gran parte della responsabilità delle piste ai controllori locali, il che ha portato direttamente alla perdita di consapevolezza della situazione da parte del controllore locale. L'NTSB ha inoltre osservato che durante la precedente revisione delle prestazioni, un supervisore aveva notato quattro carenze nel controllore locale che alla fine ha operato sull'aereo dell'incidente. Queste carenze non furono affrontate prima dell'incidente e due di esse erano evidenti nella sequenza dell'incidente: la perdita di consapevolezza della situazione e l'errata identificazione dell'aereo.
L'indagine dell'NTSB sull'incidente ha rivelato un sistema difettoso nelle strutture di controllo del traffico aereo e di terra all'aeroporto di Los Angeles: il sistema radar di terra funzionava in modo intermittente e non funzionava al momento dell'incidente; l'angolo cieco, dalla torre di controllo, guardando il punto dove lo SkyWest 5569 attendeva sulla pista; il sistema utilizzato dai controllori di terra nella torre per trasmettere le strisce di avanzamento del volo al controllore locale non supportava il carico di lavoro del controllore locale; agli aerei sulle piste non era richiesto di accendere tutte le luci esterne fino al momento del decollo. Tutti questi problemi sono stati risolti al LAX in seguito a questo incidente.
Al momento dell'incidente, gli ATC dell'aeroporto di Los Angeles utilizzavano tutte e quattro le piste (piste del Complesso Nord 24L e 24R, piste del Complesso Sud 25L e 25R) per decolli e atterraggi misti. Una delle raccomandazioni dell'NTSB era che le piste fossero separate e che avvenissero solo atterraggi o partenze su una singola pista. Questa raccomandazione fu implementata, ma solo dopo un altro incidente, quando il 19 agosto 2004, un Boeing 747 in atterraggio sul 24L passò a soli 200 piedi (61 m) sopra un 737 sulla stessa pista.

## Conseguenze
LAX ora dà la priorità all'uso delle piste esterne (24R e 25L) per gli atterraggi e delle piste interne (24L e 25R) per i decolli, sebbene in determinate situazioni possano verificarsi operazioni miste. Inoltre, è stata costruita una nuova torre di controllo al LAX, in una posizione più centrale, significativamente più alta e con un punto di osservazione migliore, consentendo la visibilità di tutte le piste e le vie di rullaggio critiche dell'aeroporto.
Prima di questo incidente, la FAA aveva emesso una sentenza che imponeva alle compagnie aeree di aggiornare gli standard di infiammabilità dei materiali a bordo, ma l'aereo USAir era stato costruito prima della data di entrata in vigore di tali requisiti e non era stato ancora modernizzato. Era previsto che venisse aggiornato entro il prossimo anno. Nel 2009 tutti gli aerei operanti negli Stati Uniti erano conformi.
Il controllore del traffico aereo Wascher, che aveva la responsabilità immediata dell'incidente, è stata giudicata per aver commesso un errore in circostanze avverse che qualsiasi controllore del traffico aereo avrebbe potuto commettere e non è stato perseguito né licenziato. Ha rifiutato un'offerta per tornare al controllo del traffico aereo e ha accettato un lavoro d'ufficio presso l'ufficio regionale occidentale della FAA.

## Il volo 1493 nei media
L'incidente del Boeing 737 della USAir è stato analizzato nell'episodio Autorizzati al disastro della nona stagione del documentario Indagini ad alta quota trasmesso da National Geographic.